# Westview Circle
Westview Circle és una concentració de població designada pel cens dels Estats Units a l'estat de Wyoming. Segons el cens del 2000 tenia 67 habitants.

## Demografia
Segons el cens del 2000, Westview Circle tenia 67 habitants, 25 habitatges, i 22 famílies. La densitat de població era d'11,4 habitants/km².
Dels 25 habitatges en un 40% hi vivien nens de menys de 18 anys, en un 84% hi vivien parelles casades, en un 4% dones solteres, i en un 12% no eren unitats familiars. En el 12% dels habitatges hi vivien persones soles el 4% de les quals corresponia a persones de 65 anys o més que vivien soles. El nombre mitjà de persones vivint en cada habitatge era de 2,68 i el nombre mitjà de persones que vivien en cada família era de 2,91.
Per edats la població es repartia de la següent manera: un 31,3% tenia menys de 18 anys, un 0% entre 18 i 24, un 26,9% entre 25 i 44, un 29,9% de 45 a 60 i un 11,9% 65 anys o més.
L'edat mediana era de 40 anys. Per cada 100 dones de 18 o més anys hi havia 91,7 homes.
La renda mediana per habitatge era de 40.714 $ i la renda mediana per família de 42.321 $. Els homes tenien una renda mediana de 36.500 $ mentre que les dones 31.250 $. La renda per capita de la població era de 16.782 $. Cap de les famílies estaven per davall del llindar de pobresa.

## Poblacions més properes
El següent diagrama mostra les poblacions més properes.